# Konstantynów (Lublin)
Konstantynów – dzielnica w zachodniej części Lublina. 
Na Konstantynowie znajduje się Szpital Wojewódzki im. Stefana Kardynała Wyszyńskiego, hala sportowa oraz gmachy Wydziału Biotechnologii i Nauk o Środowisku oraz Wydziału Matematyki, Informatyki i Architektury Krajobrazu KUL.

## Administracja
Granice dzielnic administracyjnych Konstantynowa określa statut dzielnicy uchwalony 19 lutego 2009. Granice Konstantynowa tworzą: od północy ul. Wojciechowska – ul. Wojciechowska w kierunku ul. Nałęczowskiej – ul. Nałęczowska – al. Kraśnicka, od wschodu ul. Głęboka – ul. Głęboka w kierunku ul. Balladyny – ul. Balladyny – ul. Zana – ul. Krasińskiego – ul. Krasińskiego w kierunku ul. Bohaterów Monte Cassino – ul. Armii Krajowej – ul. Ułanów, od południa ul. Ułanów, a od zachodu – ul. Zwycięska – ul. Paśnikowskiego – wschodnia granica ogródków działkowych „Zimne Doły” – ul. Wojciechowska.
Konstantynów ma powierzchnię 2,15 km². Według stanu na 30 czerwca 2018 na pobyt stały na Konstantynowie było zarejestrowanych 8000 osób.